# Gestión del patrimonio cultural
La gestión del patrimonio cultural es la vocación y la práctica de gestionar el Patrimonio cultural. Es una rama de la gestión de recursos culturales (GRC), aunque también se nutre de las prácticas de conservación cultural, restauración, museología, arqueología, historia y arquitectura. Si bien el término patrimonio cultural se utiliza generalmente en Europa, en los EEUU el término recursos culturales se usa de manera más general y se refiere específicamente a los recursos del patrimonio cultural. El CHM se ha preocupado tradicionalmente de la identificación, interpretación, mantenimiento y preservación de sitios culturales y bienes patrimoniales físicos significativos, aunque también se consideran los aspectos intangibles del patrimonio, como las habilidades, culturas e idiomas tradicionales. El tema suele recibir mayor atención y recursos cuando se enfrenta a una amenaza, y el foco suele estar puesto en la arqueología de rescate o salvamento. Las posibles amenazas incluyen el desarrollo urbano, la agricultura a gran escala, la actividad minera, el saqueo, la erosión o un número insostenible de visitantes.
La cara pública del CHM, y una fuente importante de ingresos para apoyar la gestión continua del patrimonio, es la interpretación y presentación al público, que constituye un aspecto importante del turismo. Por lo tanto, la comunicación con el gobierno y el público es una competencia clave.

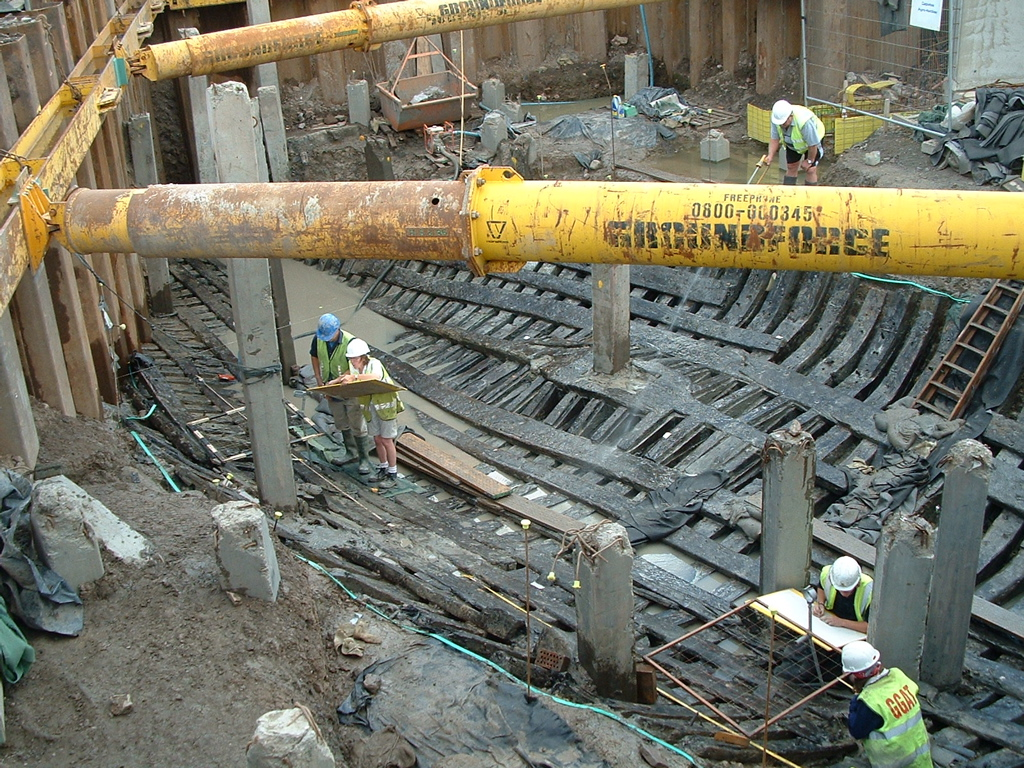
El barco Newport en los cimientos del Riverfront Arts Centre en Newport, Gales, en 2002

## Desarrollo
CHM tiene sus raíces en la arqueología de rescate y la Arqueología urbana llevadas a cabo en América del Norte y Europa en los años que rodearon la Segunda Guerra Mundial y las décadas siguientes. Los proyectos de salvamento fueron intentos apresurados de identificar y rescatar restos arqueológicos antes de que fueran destruidos para hacer lugar a grandes proyectos de obras públicas u otras construcciones. En los primeros días de la arqueología de salvamento, era casi inaudito que un proyecto se retrasara debido a la presencia incluso de los sitios culturales más fascinantes, por lo que era necesario que los arqueólogos de salvamento trabajaran lo más rápido posible. Aunque se perdieron muchos sitios, se salvaron muchos datos para la posteridad gracias a estos esfuerzos de rescate.En décadas más recientes, se ha aprobado legislación que enfatiza la identificación y protección de los sitios culturales, especialmente aquellos en tierras públicas. En Estados Unidos, la más notable de estas leyes sigue siendo la Ley de Preservación Histórica Nacional. La administración del presidente Lyndon B. Johnson fue la más decisiva en la aprobación y desarrollo de esta legislación, aunque desde entonces se ha ampliado y desarrollado. Estas leyes establecen que es un delito desarrollar cualquier tierra federal sin realizar un estudio de los recursos culturales para identificar y evaluar cualquier sitio cultural que pueda verse afectado. En el Reino Unido, el PPG 16 ha contribuido decisivamente a mejorar la gestión de los sitios históricos frente al desarrollo.
El tema ha evolucionado desde un énfasis en la preservación de la cultura material (mediante registros, si no restos físicos), hasta abarcar los conceptos más amplios de cultura, que son inseparables de las comunidades locales. El pensamiento moderno considera que el patrimonio cultural pertenece al pueblo y, por lo tanto, debe garantizarse el acceso al mismo. La reacción pública a la propuesta de destrucción del barco de Newport muestra la importancia del patrimonio para las comunidades locales.
La legislación de cada nación se basa a menudo en la ratificación de las convenciones de la UNESCO, como la Convención del Patrimonio Mundial de 1972, el Tratado de La Valletta y la Convención sobre la Protección del Patrimonio Cultural Subacuático de 2001. A veces se necesita una legislación específica para garantizar la protección adecuada de sitios individuales reconocidos como Patrimonio Mundial.

## Evaluación del patrimonio cultural
Si bien los sitios arqueológicos siguen siendo el foco principal de muchos profesionales del CHM, otros investigan registros históricos o realizan proyectos etnohistóricos . La divulgación pública también entra dentro de su ámbito de competencias. Un concepto reciente es el de Propiedad Cultural Tradicional (PCT). Se trata de lugares con importancia cultural para un grupo que pueden no ser ni particularmente históricos ni un sitio arqueológico. Un ejemplo sería un lugar utilizado para eventos religiosos nativos americanos contemporáneos que no tenga restos arqueológicos.
Se considera que una fase de evaluación es importante para valorar la importancia de un posible sitio de patrimonio cultural. Esto puede incluir un estudio de escritorio, entrevistas con informantes de la comunidad, una encuesta de área amplia o una excavación de prueba. En América del Norte, el estudio normalmente incluye recorrer campos arados en transectos de 5 a 10 metros o cavar pozos de prueba con palas en los mismos intervalos. El suelo de los pozos de prueba se tamiza a través de 6 Malla de mm para buscar artefactos. Si se encuentran artefactos, la siguiente etapa de la investigación suele ser cavar y tamizar una cuadrícula espaciada de pozos de prueba (trincheras de 1 m por 1 m) para determinar qué tan grande o significativo es el sitio.

## Mitigación
En el Reino Unido y Canadá, todas las formas de desarrollo, públicas y privadas, están sujetas a requisitos arqueológicos, mientras que en los Estados Unidos este trabajo sólo puede llevarse a cabo en proyectos financiados con fondos federales o en tierras de propiedad del gobierno, excepto en unos pocos estados que tienen leyes que se aplican también a tierras privadas.
Cuando se aplican requisitos arqueológicos a un sitio de desarrollo propuesto, si no se encuentran sitios arqueológicos ni de propiedad cultural importantes en el área afectada, la construcción puede continuar según lo planeado, a menudo con el requisito de que haya arqueólogos en el lugar proporcionando instrucciones de observación. Si se encuentran restos potencialmente significativos, la construcción podría retrasarse para permitir la evaluación del sitio o sitios encontrados dentro del área impactada. Esto se hace para determinar el verdadero significado del sitio arqueológico. Si los arqueólogos determinan que el sitio contiene restos culturales importantes/significativos, se deben mitigar los efectos adversos sobre el sitio. La mitigación del sitio puede implicar evitar el sitio rediseñando el desarrollo o excavando solo un porcentaje del sitio. En Estados Unidos, estas restricciones afectan a cualquier proyecto federal que implique la posible perturbación de recursos culturales y también pueden extenderse a desarrollos estatales y privados si involucran vías fluviales públicas o fondos federales.
Si los arqueólogos determinan que el sitio contiene restos culturales de gran importancia, los efectos adversos del desarrollo sobre el sitio deben mitigarse mediante un programa estructurado que a menudo es largo y costoso. La mitigación puede incluir la preservación mediante registro, es decir, el sitio se destruye mediante una excavación arqueológica en lugar de mediante el desarrollo, y un registro meticuloso transfiere los rastros físicos en la tierra a la información en los archivos. La mitigación también incluye técnicas de construcción que garantizan que los restos arqueológicos estén protegidos en partes no perturbadas del sitio o incluso debajo del desarrollo. Un ejemplo de este tipo de mitigación son los restos vikingos en York.
Los sitios importantes son designados como protegidos por el estado para que no se pueda realizar ningún tipo de desarrollo, y los gobiernos también recomiendan que los sitios más importantes sean reconocidos como Patrimonio de la Humanidad.

## Efecto sobre la arqueología
El CHM ha sido una bendición mixta para la arqueología. La legislación sobre conservación ha garantizado que ningún sitio valioso sea destruido por una construcción sin estudio, pero el trabajo de los arqueólogos de rescate a veces es controvertido. Algunos arqueólogos académicos no toman en serio el trabajo de rescate o salvamento arqueológico debido a su énfasis en la identificación y preservación del sitio en lugar del estudio y análisis intensivos. Cuando la arqueología está motivada por el desarrollo propuesto, los contratos arqueológicos se colocan a través de un proceso de licitación. La elección del contratista arqueológico generalmente recae en el desarrollador y hay pocos incentivos para impedir que la empresa responsable de la construcción seleccione la oferta con el precio estimado más bajo o el tiempo de investigación más corto, independientemente de los méritos arqueológicos de las ofertas presentadas.
El impacto de los trabajos de rescate y salvamento arqueológico ha sido considerable, dada la gran cantidad de construcción y que la mayor parte del trabajo arqueológico en los Estados Unidos, Canadá y el Reino Unido está dirigido por desarrolladores. La gran cantidad de informes escritos sobre los miles de sitios excavados cada año no necesariamente se publican en foros públicos. A veces es difícil acceder a la llamada literatura gris incluso para los arqueólogos ajenos al promotor o a la organización CRM que realizó el trabajo. Algunas iniciativas, en particular el proyecto OASIS Archived   del Servicio de Datos Arqueológicos del Reino Unido, están empezando a poner los informes a disposición de todo el mundo.

## Conservación e interpretación del patrimonio

Tablón de anuncios que interpreta el naufragio protegido en Seaton Carew

La curación se refiere a la preservación y retención a largo plazo de los bienes patrimoniales y a proporcionar acceso a ellos en una variedad de formas. Los bienes patrimoniales frágiles pueden necesitar ser preservados en un ambiente especial, y protegidos de la luz (especialmente de los rayos ultravioleta ), la humedad, las fluctuaciones de temperatura y, en algunos casos, el oxígeno del aire. Los grandes museos generalmente emplean conservadores especializados, además de responsables educativos, archivistas e investigadores.
Los museos varían en su enfoque de interpretación, desde los museos tradicionales que exhiben colecciones de artefactos detrás de un vidrio, con etiquetas que identifican cada artículo y dan su procedencia, hasta museos vivientes que intentan recrear un lugar o período histórico para que la gente pueda experimentarlo.
Dentro de un mismo museo, se pueden utilizar distintos enfoques, incluidos paneles interpretativos, presentación de artefactos en un entorno realista tal como se habrían experimentado y creación de exhibiciones interactivas y virtuales. Los museos también tienen procesos para prestar artefactos a otras instituciones o exposiciones. Los paneles interpretativos y otras señales, como las placas azules en el Reino Unido, son importantes para garantizar que el patrimonio cultural se comprenda en el contexto de la comunidad local.

## Preservación y restauración histórica

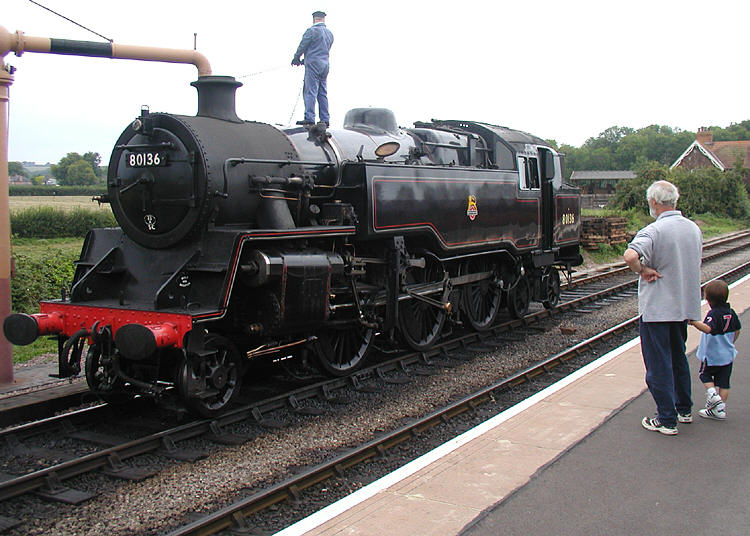
Una escena en el ferrocarril de West Somerset

La preservación y restauración generalmente se refieren a bienes patrimoniales arquitectónicos o de ingeniería, como edificios patrimoniales u otras estructuras y ferrocarriles patrimoniales. El Reino Unido tiene varias formas diferentes de protección para edificios y estructuras, incluidos edificios catalogados, áreas de conservación y monumentos programados . En Francia, un edificio u otra estructura puede protegerse como monumento histórico. Para que la gestión patrimonial de un edificio sea un éxito, generalmente es necesario que éste siga utilizándose, ya que los edificios en desuso suelen deteriorarse rápidamente. Si el propósito para el cual se construyó originalmente el edificio ya no es viable, entonces se deben buscar otros usos, que a menudo requieren modificaciones adecuadas.
La maquinaria patrimonial, como los automóviles antiguos o de época y los ferrocarriles patrimoniales, se puede comprender mejor y se puede acceder a ella y experimentarla mejor por parte del público cuando está en condiciones de funcionamiento. Además, las habilidades patrimoniales asociadas a dichos bienes patrimoniales, como conducir una locomotora de vapor, solo pueden mantenerse si se utiliza la maquinaria. Por lo tanto, la restauración a un estado funcional, aunque no original, y la creación de réplicas funcionales exactas son parte de la práctica de la gestión del patrimonio.

## Gestión del patrimonio cultural inmaterial

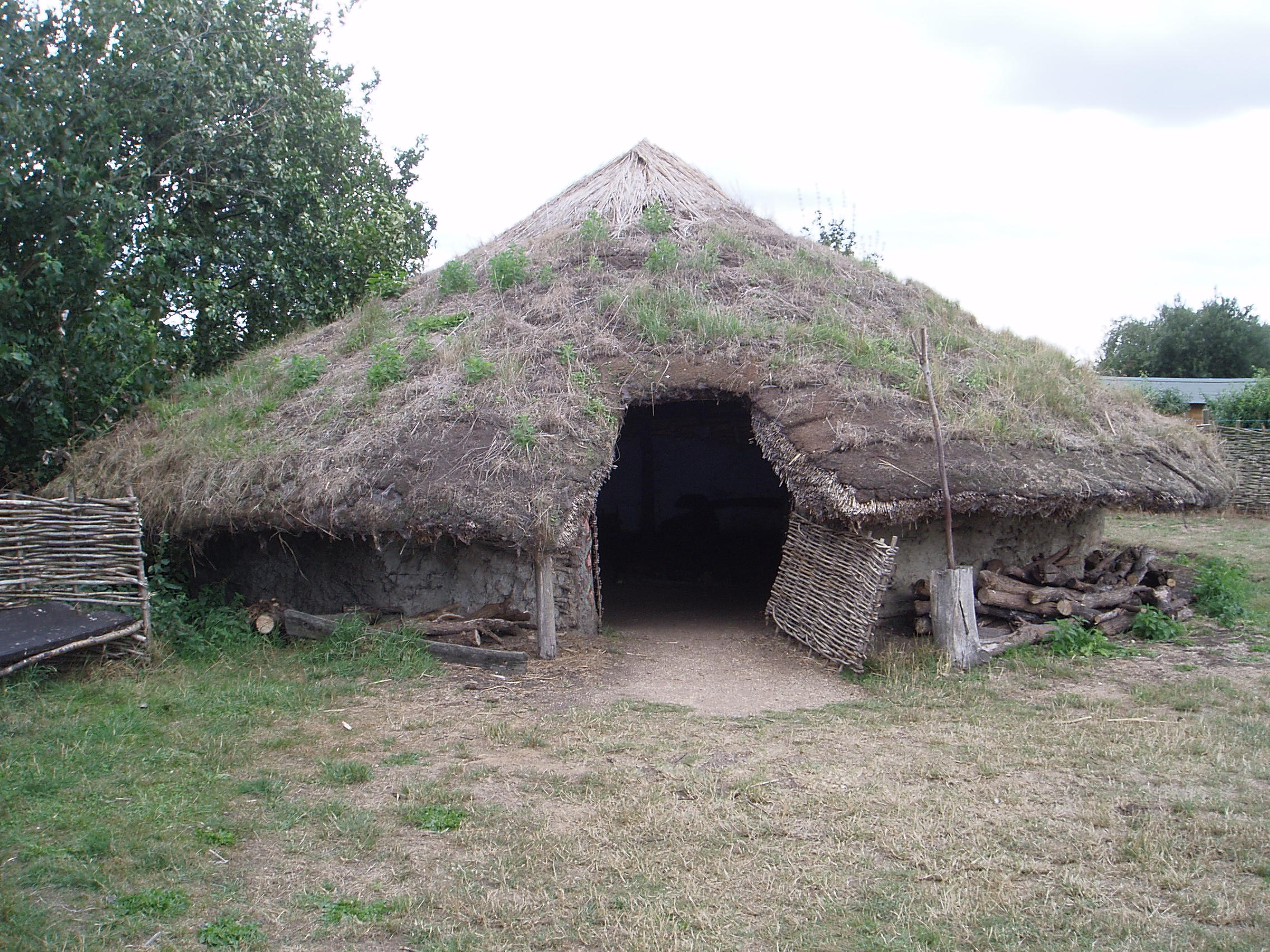
Reconstrucción de una vivienda de la Edad del Bronce en Flag Fen

El patrimonio cultural inmaterial está formado por conocimientos tradicionales, creencias, tradiciones, tradiciones orales, música, canciones, danzas, teatro, etc. Estos no pueden almacenarse en un museo, sino que son constantemente reinterpretados por la gente de una región cultural particular. La gestión del patrimonio cultural inmaterial es difícil porque requiere tener en cuenta las vidas y las condiciones de vida de las comunidades locales. Algunos países, como la India y los miembros de la Unión Africana, han reconocido la importancia de los recursos culturales y han establecido departamentos gubernamentales para gestionarlos.

## Lectura adicional
- Asociación Estadounidense de Recursos Culturales. 2013. La industria de gestión de recursos culturales: un apoyo fundamental para la construcción de la infraestructura de nuestra nación a través de la experiencia en conservación histórica. Documento electrónico.
- Hutchings, Richard M. 2016. Patrimonio marítimo en crisis: paisajes indígenas y colapso ecológico global . Routledge.
- Hutchings, Rich y Marina La Salle. 2015. Arqueología como capitalismo del desastre. Revista Internacional de Arqueología Histórica 19(4): 699–720.
- Hutchings, Rich y Marina La Salle. 2015. Por qué los arqueólogos tergiversan su práctica: una perspectiva norteamericana. Journal of Contemporary Archaeology 2(2):S11–S17.
- Hutchings, Rich y Marina La Salle. 2013. Cinco reflexiones sobre la arqueología comercial. Boletín del Instituto de Patrimonio Crítico y Turismo 2013-1.
- King, Thomas F. 2012. Leyes y prácticas en materia de recursos culturales: una guía introductoria (4.ª edición). Altamira Press.
- Rey, Thomas F. 2009. Nuestro patrimonio desprotegido: encubriendo la destrucción de nuestro entorno cultural y natural . Prensa de la Costa Izquierda.
- Rey, Thomas F. 2005. Haciendo arqueología: una perspectiva de gestión de recursos culturales . Prensa de la Costa Izquierda.
- La Salle, Marina y Rich Hutchings. 2012. Arqueología comercial en la Columbia Británica. The Midden 44(2):8–16.
- Alcalde, A., Négri, V., y Huysecom, E. (eds.) 2015. Memoria africana en peligro - Mémoire africaine en péril. África Magna, Frankfurt am Main
- Neumann, Thomas W. y Robert M. Sanford. 2010. Arqueología de los recursos culturales: una introducción (segunda edición). Rowman y Littlefield.
- Neumann, Thomas W. y Robert M. Sanford. 2010. Practicing Archaeology: A Training Manual for Cultural Resources Archaeology (2.ª edición). Rowman y Littlefield.
- Nissley, Claudia y Thomas F. King. 2014. Consulta y patrimonio cultural: razonemos juntos . Prensa de la Costa Izquierda.
- Smith, Laurajane . 2004. Teoría arqueológica y política del patrimonio cultural . Routledge.
- Smith, Laurajane. 2001. Arqueología y gobernanza de la cultura material: un estudio de caso del sudeste de Australia. Norwegian Archaeological Review 34(2): 97–105.
- Smith, Laurajane. 2000. Una historia de la legislación sobre el patrimonio aborigen en el sudeste de Australia. Arqueología australiana 50: 109-18.
- Stapp, Darby y Julia J. Longenecker. 2009. Cómo evitar desastres arqueológicos: un enfoque de gestión de riesgos . Prensa de la Costa Izquierda.
- Blanco, Gregory G. y Thomas F. King. 2007. Manual de estudio arqueológico . Prensa de la Costa Izquierda.
- Zorzin, Nicolas. 2014. Gestión del patrimonio y aborígenes australianos: relaciones en una economía global y neoliberal: un estudio de caso contemporáneo de Victoria. Arqueologías: Revista del Congreso Arqueológico Mundial 10(2): 132–67.
- Zorzin, Nicolas. 2011. Contextualización de la arqueología contractual en Quebec: economía política y dependencias económicas. Archaeological Review de Cambridge 26(1): 119–35.
- Zuckermann, Ghil'ad et al. 2015. PARTICIPAR - Una guía para interactuar de manera respetuosa y recíproca con los pueblos aborígenes e isleños del Estrecho de Torres, y sus prácticas artísticas y propiedad intelectual, Gobierno de Australia: Apoyo a la cultura indígena.